# 장미 (삼국지)
장미(張彌, ? ~ 233년)는 중국 삼국 시대 오나라의 정치인이다. 공손연에게 사신으로 갔다가 살해당했다.

## 생애
태상을 지냈다. 233년(가화 2년) 손권이 승상 고옹, 장소 등 신하들의 반대를 무릅쓰고 공손연에게 온갖 보물과 구석을 하사하며 장미, 집금오 허안(許晏) 등을 사신으로 파견했다. 공손연은 이들의 머리를 베어 조예에게 보낸 공으로 대사마와 낙랑공(樂浪公)을 받았다.

## 삼국지연의
사서가 아닌 소설 《삼국지연의》에서도 같은 역할로 등장한다.

## 참고 문헌
- 《삼국지》8권 위서 제8 공손도 자강 자연

| 전임 반준 | 동오의 태상 ? ~ 233년 | 후임 반준 |